# Кочневка
Кочневка (рос. Кочневка) — село у Татарському районі Новосибірської області Російської Федерації.
Входить до складу муніципального утворення Кочневська сільрада. Населення становить 435 осіб (2010).

## Історія
Згідно із законом від 2 червня 2004 року органом місцевого самоврядування є Кочневська сільрада.

## Населення
| 2002 | 2007 | 2010 |
| ---- | ---- | ---- |
| 480  | ↘475 | ↘435 |